# نیکولو زانیولو
نیکولو زانیولو (ایتالیایی: Nicolò Zaniolo؛ زادهٔ ۲ ژوئیهٔ ۱۹۹۹) بازیکن فوتبال اهل ایتالیا است که به صورت قرضی برای باشگاه آتالانتا بازی می‌کند.

## سبک بازی
بازیکنی فیزیکی، سر زن، سریع و همچنین تکنیکی است. وی بازیکنی همه‌کاره است که هوش، قدرت دریبل زنی، کار تیمی، انرژی بالا و قدرت بدنی مناسب را دارد و می‌تواند در پست هافبک میانی نیز بازی کند. او توانایی بازی کردن در پست‌های هافبک هجومی، هافبک میانی، هافبک کناری و هافبک دونده را دارد. او همچنین می‌تواند به عنوان یک وینگر برای هم تیمی‌هایش موقعیت بسازد، ضد حمله‌های سریعی بزند و در برخی مواقع گلزنی کند. بازیکن با استعداد ایتالیایی یکی از بزرگ‌ترین استعدادهای این کشور در چندسال اخیر شناخته شده‌است.

## عملکرد باشگاهی

### دوران نوجوانی
زانیولو در ماسا، توسکانی متولد شد و در سیستم آکادمی فیورنتینا پرورش یافت. در روز پایانی پنجره نقل و انتقالات میانی سال ۲۰۱۶، وی توسط فیورنتینا آزاد شد و متعاقباً به ویرتوس انتلا پیوست. پس از چند ماه بازی در لیگ‌های دسته پایین، زانیولو اولین بازی حرفه ای خود در سری بی را در ۱۱ مارس ۲۰۱۷ در پیروزی ۳–۲ برابر بنونتو، در سن ۱۷ سالگی انجام داد. درمجموع، وی هفت بازی برای تیمش در فصل ۲۰۱۶–۱۷ انجام داد.
در تاریخ ۵ ژوئیه سال ۲۰۱۷، اینتر میلان اعلام کرد که با زانیولو قرارداد امضا کرده‌است، با هزینه گزارش شده ۱٫۸ میلیون یورو به علاوه ۱٫۷ میلیون یورو پاداش. او در فصل ۲۰۱۷–۱۸ برای تیم جوانان اینتر میلان بازی کرد و با ۱۳ گل بهترین گلزن این تیم شد و قهرمان لیگ ملی جوانان ایتالیا شد. زانیولو اولین بازی برای اینتر را در یک بازی دوستانه قبل از فصل در ۹ ژوئیه ۲۰۱۷ انجام داد. با این حال او برای تیم اول اینتر هیچ بازی رقابتی انجام نداد.

### آ.اس. رم
در ژوئن سال ۲۰۱۸، گزارش شد که زانیولو و داوید سانتون به عنوان بخشی از معامله برای خرید راجا ناینگولان به رم پیوستند. زانیولو تست پزشکی خود را در ۲۵ ژوئن به پایان رساند و با هزینه ۴٫۵ میلیون یورو به علاوه ۱۵ درصد درآمد فروش مجدد با این باشگاه قرارداد ۵ ساله امضا کرد. او اولین حضور خود را برای اولین بار در لیگ قهرمانان اروپا در ۱۹ سپتامبر، در شکست ۳–۰ برابر رئال مادرید در سانتیاگو برنابئو انجام داد.
او اولین بازی خود در سری آ را در ۲۶ سپتامبر ۲۰۱۸، در سن ۱۹ سالگی انجام داد، در بازی خانگی ۴–۰ مقابل فروزینونه به پیروزی رسید. در ۲۶ دسامبر، او اولین گل خود در سری آ را در برد ۳–۱ مقابل ساسولو به ثمر رساند.
سال بعد، در جریان بازی لیگ قهرمانان اروپا برابر پورتو، زانیولو جوانترین بازیکن ایتالیایی شد که دو بار در یک مسابقه در این رقابت‌ها موفق به گلزنی شد وقتی که هر دو گل رم را با نتیجه ۲ بر ۱ به ثمر رساند. در ۱۲ ژانویه سال ۲۰۲۰، زانیولو در جریان باخت ۲–۱ در خانه مقابل یوونتوس دچار آسیب دیدگی از ناحیه رباط صلیبی شد. بعد از عمل، دوره بهبودی تقریبی وی بین پنج تا شش ماه تخمین زده شد، بنابراین فرصت بسیار خوبی برای حضور در تیم ملی برای یورو ۲۰۲۰ فراهم شد. علاوه بر این، وی نامه‌های حمایتی را از طرف جامعه فوتبال ایتالیا و جهانی دریافت کرد، از جمله روبرتو مانچینی، روبرتو باجو و فرانچسکو توتی که پس از وقوع وضعیت مشابه در اوایل سال ۲۰۰۶ توسط همان جراح عمل کرده بودند.

## افتخارات

### آ.اس. رم
- لیگ کنفرانس اروپا(۱): ۲۲–۲۰۲۱

### فردی
- بهترین بازیکن جوان سری آ در فصل ۱۹–۲۰۱۸

## آمار ملی

### گل‌های ملی
| شماره | تاریخ          | میزبان | بازی ملی | حریف     | نتیجه | رقابت                         |
| ----- | -------------- | ------ | -------- | -------- | ----- | ----------------------------- |
| ۱     | ۱۸ نوامبر ۲۰۱۹ | پالرمو | ۵        | ارمنستان | ۹–۱   | مقدماتی جام ملت‌های اروپا ۲۰۲۰ |
| ۲     | ۱۸ نوامبر ۲۰۱۹ | پالرمو | ۵        | ارمنستان | ۹–۱   | مقدماتی جام ملت‌های اروپا ۲۰۲۰ |

### بازی‌های ملی
تا تاریخ ۲۰ نوامبر ۲۰۲۳
| ایتالیا | ایتالیا | ایتالیا | ایتالیا |
| سال     | بازی    | گل      | پاس گل  |
| ------- | ------- | ------- | ------- |
| ۲۰۱۹    | ۵       | ۲       | ۱       |
| ۲۰۲۰    | ۲       | ۰       | ۰       |
| ۲۰۲۱    | ۱       | ۰       | ۰       |
| ۲۰۲۲    | ۳       | ۰       | ۰       |
| ۲۰۲۳    | ۶       | ۰       | ۰       |
| مجموع   | ۱۷      | ۲       | ۱       |

## عملکرد ملی
با حضور در تیم زیر ۱۹ سال ایتالیا، زانیولو در مسابقات قهرمانی زیر ۱۹ سال اروپا شرکت کرد و به فینال این مسابقات راه یافت که ایتالیا بعد از وقت اضافه برابر پرتغال ۴ بر ۳ شکست خورد.
در تاریخ ۱ سپتامبر ۲۰۱۸، وی نخستین فراخوان بین‌المللی خود برای ایتالیا توسط مربی روبرتو مانچینی برای آغاز بازی‌های ایتالیا در لیگ ملت‌های اروپا برابر لهستان و پرتغال در همین ماه دریافت کرد.
او اولین بازی خود را با تیم زیر ۲۱سال ایتالیا در ۱۱ اکتبر ۲۰۱۸ و به سرمربیگری لوئیجی دی بیاجو در یک تساوی ۰–۰ مقابل بلژیک انجام داد.
او در ۲۳ مارس ۲۰۱۹ اولین بازی خود را با تیم بزرگسالان کشورش انجام داد و به عنوان جانشین وراتی در پیروزی ۲–۰ خانگی مقابل فنلاند در بازی برگشت ایتالیا در مرحله انتخابی یورو ۲۰۲۰ در ایتالیا قرار گرفت. او اولین بازی ثابت خود را برای ایتالیا در ۱۵ اکتبر، در یک پیروزی ۵–۰ خارج از خانه مقابل لیختن اشتاین، در مرحله مقدماتی یورو ۲۰۲۰ انجام داد. اولین گل‌های بین‌المللی او در ۱۸ نوامبر به دست آمد در برد خانگی ۹ بر ۱ مقابل ارمنستان، در مرحله نهایی انتخابی یورو ۲۰۲۰ انجام داد. او همچنین پاس گل دوم این مسابقه را برای چیرو ایموبیله فراهم کرد.